# Muhammad Abd al-Aziz
Muhammad Abd al-Aziz (arab. محمد عبد العزيز; ur. 17 sierpnia 1947 w Marrakeszu, zm. 31 maja 2016 w Tinduf) – saharyjski polityk, w latach 1976–2016 sekretarz generalny Frontu Polisario i prezydent Sahary Zachodniej.

## Działalność polityczna
Front Polisario powstał w latach 70. XX wieku, kiedy Sahara Zachodnia została zajęta i poddana okupacji przez Maroko. Abd al-Aziz podczas pobytu w Rabacie poznał założyciela Frontu. Po śmierci pierwszego prezydenta Sahary Zachodniej Al-Walego Mustafy as-Sajjida, 30 sierpnia 1976 stanął na czele władz partyjnych i państwowych. Stanowisko prezydenta Sahary Zachodniej pełnił przez kolejne 40 lat, do swojej śmierci.
Abd al-Aziz uznawany był za polityka, któremu bliskie są zasady demokracji, dlatego był uważany przez społeczność międzynarodową za solidnego partnera do rozwiązania starego konfliktu wokół tego kraju. Sprzeciwiał się też terroryzmowi, czemu dał dobitny wyraz wysyłając formalne kondolencje po atakach na Nowy Jork, Madryt, Londyn, a nawet marokańską Casablankę.
Prezydent Abd al-Aziz urzędował w obozie dla uchodźców w Tinduf w Algierii, która wspiera politycznie i militarnie Polisario.
Jego żoną oraz pierwszą damą Sahary Zachodniej była Khadidja Hamdi, członkini Saharyjskiej Rady Narodowej oraz wieloletnia ministra kultury kraju.